# Cultura ebraica

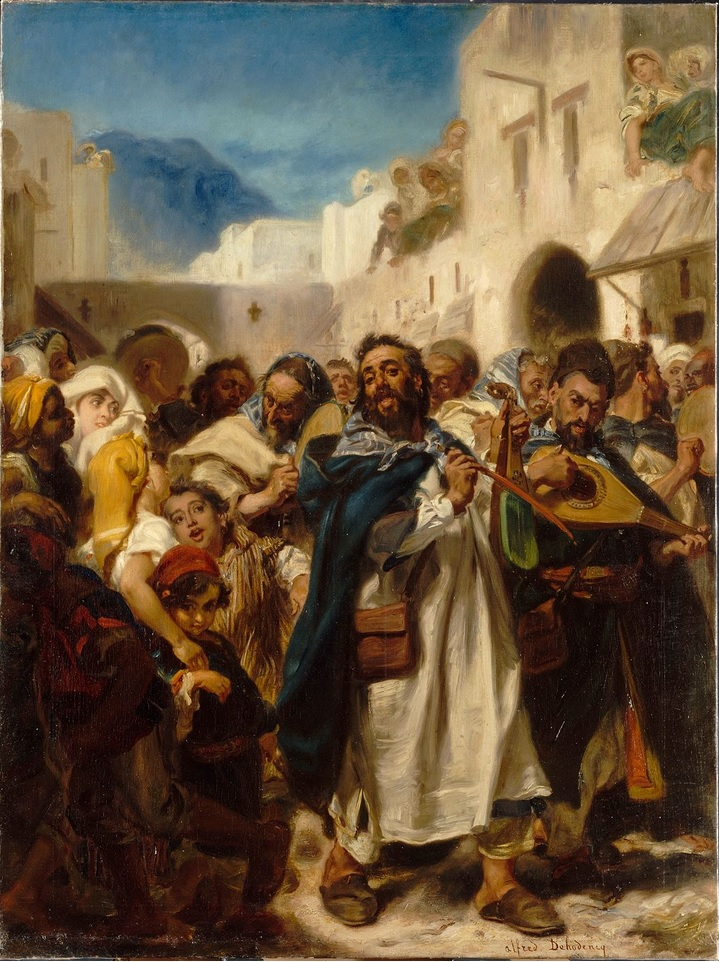
Festività ebraiche a Tetuan di Alfred Dehodencq (1865).

La cultura ebraica propriamente detta è quella sorta all'interno del popolo degli ebrei a partire dalla formazione della prima nazione ebraica antica in epoca biblica col regno di Giuda (931-586) prima e attraverso la vita nella millenaria diaspora ebraica poi, fino a giungere allo Stato moderno d'Israele. L'ebraismo guida i propri aderenti sia nella pratica quotidiana secolare che nella fede spirituale più propriamente detta, di modo che esso non viene più definito solamente come una religione formale, bensì anche come un'"ortoprassi".
Non tutti gli individui o tutti i fenomeni culturali possono essere classificati all'interno della dicotomia secolarismo-religiosità, una distinzione questa nata solo a partire dal pensiero fondato sull'Illuminismo.
La cultura ebraica nel suo significato più prettamente etimologico mantiene un suo profondo e specifico legame con l'originaria Terra d'Israele, gli ancestrali regno di Giuda e Israele (1030-930) e regno d'Israele (933-722), lo studio dei testi ebraici, la pratica della "carità" comunitaria (nell'interpretazione ampia di Zedaqah) ed infine con l'intera storia degli ebrei.
Il termine cultura ebraica secolare si riferisce pertanto a molti aspetti, tra cui la religione e visione del mondo, la letteratura ebraica, i media e il cinema, l'arte e l'architettura, la cucina ebraica e l'abbigliamento tradizionale, gli atteggiamenti sociali verso il genere, il matrimonio e la vita familiare, la musica ebraica e la danza ebraica.
L'"Ebraismo secolare" rappresenta un fenomeno distinto interconnesso al processo di assimilazione culturale, un movimento storico di divulgazione di tutti quegli elementi facenti parte dell'ambito più strettamente culturale; a partire dalle credenze e pratiche religiose originarie. Derivato dall'analisi filosofica condotta da Moses Mendelssohn l'ebraismo secolare si è espresso innanzitutto tramite l'Haskalah o "illuminismo ebraico", guidato dai valori sorti con l'"Età dei Lumi". Negli ultimi decenni il campo accademico di ricerca ha incluso anche gli studi ebraici, attraverso la storia, la letteratura, la sociologia e la linguistica.
Lo storico David Bial ha tracciato le radici del secolarismo ebraico nell'era pre-moderna; assieme ad altri studiosi ha evidenziato la vicenda occorsa al filosofo olandese Baruch Spinoza, soprannominato "l'ebreo rinnegato che ci ha dato la modernità" secondo la definizione datane da Rebecca Newberger Goldstein nella sua biografia intellettuale.
Ai giorni nostri l'argomento dell'ebraismo secolare è fonte di vasti studi ed insegnato in molte università dell'America del Nord e israeliane, tra cui l'università di Harvard, l'università di Tel Aviv, l'Università della California, Los Angeles, la Temple University e l'Università della Città di New York le quali comprendono tutte significativi dipartimenti ebraici. Inoltre molti istituti scolastici includono lo studio accademico dell'ebraismo e della cultura ebraica nel proprio curriculum.
Lungo tutto il corso della storia, in epoche e luoghi diversi come la tarda antichità nata dall'ellenismo, nel continente europeo prima e dopo la "rivoluzione illuministica", in al-Andalus, nel Nordafrica e nel Medio oriente, fino a giungere alla storia degli ebrei in India, agli ebrei della Cina, alla storia degli ebrei negli Stati Uniti d'America e al contemporaneo Israele, le comunità ebraiche hanno vissuto lo sviluppo di fenomeni culturali caratteristici dell'ebraismo senza per questo essere di necessità specificamente d'impronta religiosa.
Alcuni fattori di ciò provengono dall'interno stesso dell'ebraismo, altri dalle interazioni degli ebrei con le popolazioni ospitanti diasporiche ed altri ancora dalle dinamiche interne sociali e culturali della comunità; questo al contrario della specificità religiosa. Tale fenomeno ha condotto a variazioni considerevolmente differenziate dell'unica cultura ebraica presente all'interno e tra le diverse comunità.

## Storia

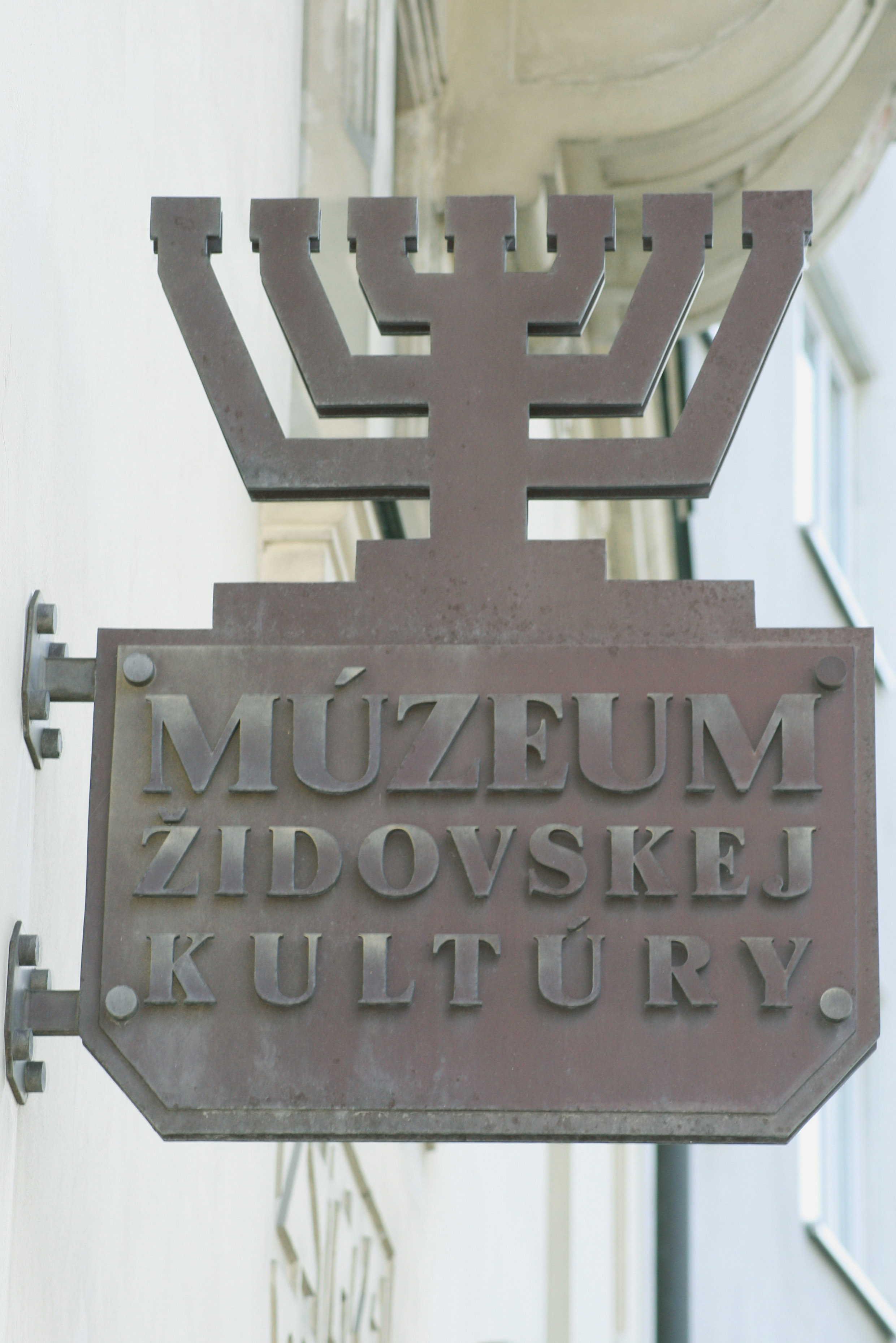
Stemma all'ingresso del "Museo della cultura ebraica" di Bratislava.

Non esistette più un'unità politica della società ebraica sin dai tempi della monarchia unita risalente al I millennio prima dell'era volgare. Da allora in poi le popolazioni israelite sono sempre rimaste geograficamente disperse fino a che, nella seconda metà del XIX secolo, gli ebrei Aschenaziti si trovarono principalmente nel'Europa centrale e nell'Europa orientale; i Sefarditi erano invece ampiamente diffusi nelle varie comunità della regione del bacino del Mediterraneo; i Mizrahì si espansero principalmente in tutta l'Asia occidentale; ed altre popolazioni ebraiche esistettero nell'Asia centrale, in Etiopia (i Falascia), nelle regioni del Caucaso e perfino in India.
Sebbene vi fosse un elevato grado di comunicazione e traffico tra queste comunità, molti esuli sefarditi si mescolarono ai gruppi aschenaziti nel centro europeo a seguito dell'espulsione degli ebrei dalla Spagna verificatasi nel 1492; molti "Ashkenazim" migrarono nell'impero ottomano dando così origine al tratto caratteristico siriano-ebraico denominato "Ashkenazi"; i commercianti ebrei-iracheni vennero a formare una comunità distinta nel subcontinente indiano. Molti di questi gruppi rimasero ad un certo punto isolati dalle culture circostanti a causa della "ghettizzazione", dalle leggi musulmane concernenti i Dhimma e dal tradizionale scoraggiamento dei contatti con le popolazioni professanti il paganesimo e il politeismo.
Le comunità ebraiche dell'Est europeo durante il Medioevo continuarono a mostrare caratteri culturali del tutto peculiari nel corso dei secoli. Nonostante le tendenze universalistiche propugnate dall'Illuminismo - con la sua eco ebraica nel movimento Haskalah - molti ebrei di lingua yiddish dell'Europa orientale hanno continuato a considerarsi come un gruppo nazionale distinto ('am yehudi, dalla lingua ebraica della Tanakh) ma, adattando quest'idea ai valori illuministici, assimilavano il concetto di gruppo etnico la cui identità non dipendeva dalla religione la quale, sotto il pensiero del XVIII secolo, cadde in una categoria separata.
L'autore Constantin Măciucă scrive di "uno spirito ebraico differenziato ma non isolato" il quale permea l'intera cultura ebraica nella letteratura yiddish. Questo fatto è stato solo intensificato in quanto l'ascesa del Romanticismo amplificava in generale l'identità nazionale (il nazionalismo) in tutti i paesi europei; così ad esempio i embri dell'Unione Generale dei Lavoratori Ebrei del tardo XIX e dell'inizio del XX secolo erano nella generalità dei casi non religiosi.
L'"Haskalah", combinata con il movimento di emancipazione ebraica in corso nell'Europa centrale e nell'Europa occidentale, fece nascere l'occasione per gli ebrei di entrare a far parte della società secolare. Allo stesso tempo i pogrom scatenati contro gli ebrei nell'Europa orientale hanno provocato un massiccio aumento migratorio, in gran parte in direzione degli Stati Uniti d'America ove più di 2 milioni di immigrati si trasferirono tra il 1880 e il 1920. Nel 1931 il 92% della popolazione ebraica mondiale era costituita da persone di origini Aschenazite.
Il secolarismo è nato in Europa come una serie di movimenti che militavano a favore di una nuova concezione di cui non si era mai sentito parlare prima; all'interno di esso si è sviluppato anche l'ebraismo secolare. Per questi motivi gran parte di quanto è pensato nel mondo anglosassone - ma non solo - come "cultura ebraica secolare", è sostanzialmente il movimento ebraico che si è evoluto a partire dall'Europa centro-orientale e successivamente portato nell'America settentrionale da parte degli immigrati.
Durante gli anni quaranta la "Shoah" ha sradicato e distrutto la maggior parte delle comunità ebraiche che vivevano in gran parte dei paesi europei. Quest'evento, in combinazione con la creazione dello Stato d'Israele nel 1948 e il conseguente Esodo ebraico dai paesi arabi, ha prodotto un ulteriore spostamento geografico.
La definizione della cultura secolare tra chi pratica l'ebraismo ortodosso risulta essere difficile, ché l'intera cultura è per definizione intrecciata con le tradizioni religiose; l'idea di un'identità etnica e reigosa separate rimane estranea alla tradizione ebraica di un "'am yisrael". Gary Tobin, direttore responsabile dell'"Institute for Jewish and Community Research", ha dichiarato nei riguardi della tradizionale cultura ebraica:
Yaakov Malkin, professore di estetica e retorica all'Università di Tel Aviv nonché fondatore e direttore accademico del "Meitar College for Judaism as Culture" a Gerusalemme, scrive:
In Nordamerica i movimenti ebraici secolari e culturali sono suddivisi in tre "organizzazioni ombrello": la "Society for Humanistic Judaism", il "Congress of Secular Jewish Organizations" e il "Workmen's Circle".

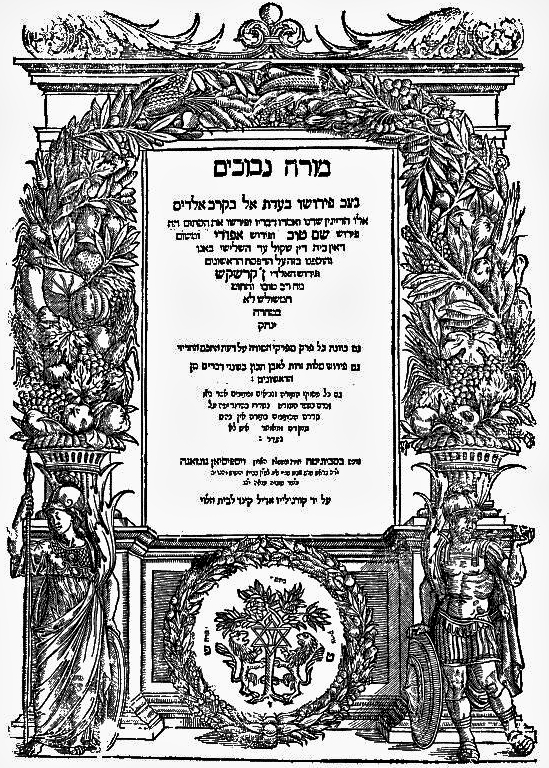
Prima pagina della Guida dei perplessi di Mosè Maimonide (1190).

## Filosofia
La filosofia ebraica comprende l'intera ricerca filosofica svolta dagli ebrei o in relazione alla religione dell'ebraismo; essa si estende su diverse principali epoche della storia degli ebrei e vi include l'epoca biblica più antica, il periodo medioevale e l'età moderna. La filosofia antica ebraica è espressa dalla Tanakh. Secondo il professor Israel Efros gli stessi principi filosofici ebraici hanno il loro inizio nel testo biblico ove si possono trovare le fondamenta della credenza nel monoteismo, come la fede in un Dio personale, la separazione tra Dio-Mondo-Natura (a differenza del Panteismo) e la storia della creazione in Genesi.
Altri scritti biblici associati alla filosofia sono i Salmi i quali contengono l'invito ad ammirare la saggezza divina attraverso le sue opere; da questo, suggeriscono alcuni studiosi, l'ebraismo porta con sé un sottofondo filosofico. In Qoelet, che spesso viene considerato come l'unica autentica opera filosofica biblica, l'autore tenta di comprendere quale sia il posto degli esseri umani nel mondo e il senso del loro esistere.
Altri scritti ricollegabili ad una speculazione filosofica possono essere rinvenuti tra i libri deuterocanonici come il Siracide e il Libro della Sapienza.
Durante l'epoca ellenistica l'ebraismo ha cercato di combinare la tradizione religiosa con gli elementi della filosofia greca e della cultura greca. Il filosofo Filone di Alessandria utilizza l'allegoria filosofica per tentare di fondere e armonizzare il mondo greco-ellenistico con il pensiero ebraico; il suo lavoro cerca di combinare Platone e Mosè in un unico sistema filosofico. A differenza di tutti i precedenti approcci interpretativi letterari egli ha sviluppato invece un approccio allegorico dell'interpretazione scritturale sacra.
La sua esegesi allegorica ha fornito una base importante per diversi Padri della Chiesa cristiani e certi studiosi sostengono che il suo concetto di Logos quale principio creativo divino sia giunto ad influenzare la cristologia primitiva; altri tuttavia ne negano l'influenza diretta pur affermando che sia Filone sia le origini del cristianesimo primitivo partecipano di una fonte comune.
Tra la storia antica e il Medioevo la maggior parte della filosofia teoretica ebraica si è concentrata attorno alla letteratura rabbinica espressa nel Talmud e nella Midrash. Nel IX secolo Saadya Gaon scrisse il testo Emunoth ve-Deoth il quale rappresenta la prima presentazione sistematica - nonché la loro fondazione filosofica - dei dogmi ebraici.

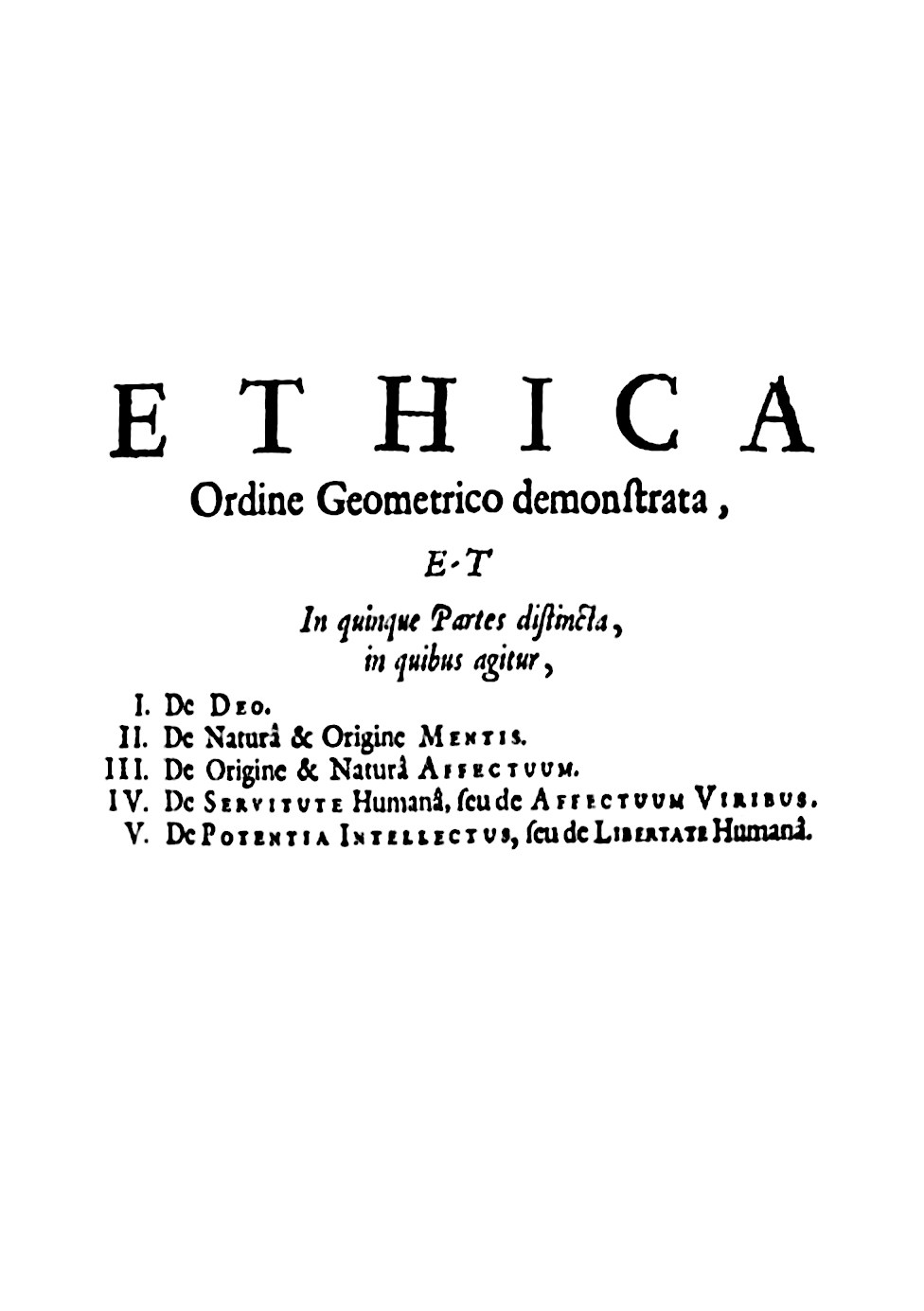
Frontespizio dell'Ethica di Baruch Spinoza, sua opera maggiore.

L'Epoca d'oro della cultura ebraica in Spagna ha incluso molti influenti filosofi ebrei come Moses ibn ‛Ezra, Abraham ibn ‛Ezra, Avicebron, Yehuda Ha-Levi, Isaac Abrabanel, Nahmanide, Joseph Albo, Abraham ibn Dawud, Nissim di Gerona, Bahya ibn Paquda, Abraham bar Hiyya, Joseph ibn Tzaddik, Hasdai Crescas e Isaac ben Moses Arama. Il più notevole rimane però Mosè Maimonide il quale viene considerato - oltre che all'interno del mondo ebraico - come filosofo ed "esperto universale" prominente sia del mondo islamico che della civiltà occidentale.
Al di fuori della penisola iberica altre personalità di spicco sono Natan'el al-Fayyumi, Elia del Medigo, Jedaiah ben Abraham Bedersi e Levi ben Gershon.
La filosofia ebraica nella storia moderna si è espressa soprattutto nel continente europeo, con Baruch Spinoza fondatore dello spinozismo il cui lavoro comprendeva il moderno razionalismo e le critiche alla Bibbia; egli ha posto le basi per l'illuminismo del XVIII secolo. Il suo pensiero è stato riconosciuto essere come uno dei più importanti dell'intera filosofia occidentale.
Altri sono Isaac Orobio de Castro, Tzvi Hirsch Ashkenazi, David Nieto, Isaac Cardoso, Jacob Abendana, Uriel da Costa, Francisco Sanches e Moses Almosnino.
La novità iniziò nel corso del XVIII secolo con Moses Mendelssohn, descritto come "il terzo Mosè", grazie al quale si avvia una nuova era della cultura ebraica, «proprio come nuove epoche cominciarono con Mosè il profeta e con Mosè Maimonides". Era un filosofo tedesco, alle cui idee la rinascita degli ebrei europei tramite l'Haskalah rimane debitrice; è stato considerato un precursore dell'ebraismo riformato, anche se i portavoce della riforma si sono dimostrati "restii a considerarlo come loro padre spirituale". Rappresenta una delle figure culturali principali del suo tempo sia per cultura della Germania sia per l'ebraismo nel suo complesso.
La filosofia illuministica ebraica comprende Menachem Mendel Lefin, Salomon Maimon e Isaac Satanow.
La filosofia sia religiosa che secolare del XIX secolo comprende Elia Benamozegh, Hermann Cohen, Moses Hess, Samson Raphael Hirsch, Samuel Hirsch, Nachman Krochmal, Samuel David Luzzatto, Nachman di Breslov (fondatore della "Filosofia chassidica di Breslov") e Karl Marx (fondatore della visione del mondo denominata marxismo).
Il XX secolo comprende alcuni tra i più noti filosofi contemporanei, come Jacques Derrida, Karl Popper, Emmanuel Lévinas, Claude Lévi-Strauss, Hilary Putnam, Alfred Tarski, Ludwig Wittgenstein, Alfred Jules Ayer, Walter Benjamin, Raymond Aron, Theodor Adorno, Isaiah Berlin, Henri Bergson, Edmund Husserl, Franz Rosenzweig, Hannah Arendt, Simone Weil, György Lukács, Herbert Marcuse, Hans Jonas, Martin Buber, Abraham Joshua Heschel e Erich Fromm tra gli altri.
| Filone di Alessandria (25 aev circa–50 era volgare circa) | Nahmanide (1194–1270) | Mosè Maimonide (1135/1138–1204) | Baruch Spinoza (1632–1677) | Moses Mendelssohn (1729–1786) | Karl Marx (1818–1883) | Ludwig Wittgenstein (1889–1951) |
| --------------------------------------------------------- | --------------------- | ------------------------------- | -------------------------- | ----------------------------- | --------------------- | ------------------------------- |
|                                                           |                       |                                 |                            |                               |                       |                                 |

## Istruzione e politica
Una vasta gamma di opinioni morali e politiche è evidente fin dall'inizio della storia ebraica, il che serve a spiegare parzialmente la diversità che appare tra gli ebrei secolari i quali continuano tuttavia a rimanere influenzati dalle credenze morali che si possono rinvenire sia nelle scritture sacre che nelle tradizioni ebraiche.
Mentre gli ebrei secolari europei e gli ebrei americani hanno inclinato verso la sinistra politica di stampo liberale ed hanno svolto un ruolo fondamentale nella nascita del movimento operaio e del socialismo nel corso del XIX secolo, la diaspora ebraica è stata rappresentata pure da un lato conservatore dello spettro politico; ma anche gli ebrei più vicini al conservatorismo hanno tendenzialmente inteso sostenere sia il pluralismo religioso che il pluralismo politico, a volte anche in un maniere e modi più coerenti rispetto a molti altri elementi della destra politica.
Alcuni ricercatori attribuiscono ciò al fatto che gli ebrei non sono tenuti a fare proselitismo, così come si evince dall'Halakhah. Una tale mancanza di universalismo religioso è combinata con la condizione che la maggior parte degli ebrei vivono come minoranza all'interno dei paesi diasporici e dalla situazione venutasi a creare a partire dall'anno 363, momento in cui non è più esistita nessuna autorità religiosa centrale (il Sinedrio) ebraica.

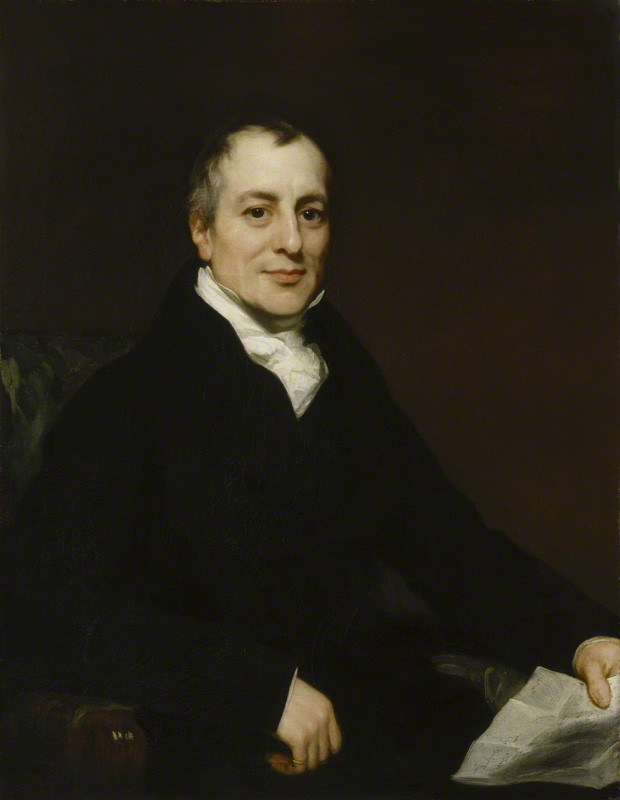
David Ricardo (1772-1823) fu uno dei più influenti teorizzatori tra gli economisti classici.

## Attività economiche
Durante il medioevo le leggi europee impedirono agli ebrei di possedere terre; questo almeno fino al termine del XVIII secolo, ed in certi paesi anche oltre. Ciò diede loro un potente incentivo ad entrare in certe professioni che la maggioranza dei cristiani non era disposta a eseguire; si verificò ad esempio una forte stigmatizzazione contro il prestito con tasso di interesse. D'altro canto la Chiesa, a causa di una serie di versetti della Bibbia (come Libro del Levitico 25:36) che proibivano l'usura, sentenziò che l'assunzione di un qualsiasi interesse fosse contrario alla legge divina: impedì in tal modo ogni uso speculativo del capitale da parte dei cristiani pii.
Poiché la legge canonica non si applicava agli ebrei, essi non rimasero colpiti delle punizioni ecclesiastiche che erano state poste contro gli usurai dai papi. I governanti cristiani gradualmente intravidero il vantaggio di avere una classe di uomini come gli ebrei che avrebbe sempre potuto fornire loro di finanziamenti senza essere soggetti a scomunica: il commercio del denaro in tutta l'Europa occidentale cadde in pratica esclusivamente nelle mani degli ebrei.
Tuttavia in quasi tutti i casi in cui grossi importi furono acquisiti dagli ebrei attraverso operazioni bancarie la proprietà così acquisita rimase saldamente ancorata all'arbitrio reale, avendo il sovrano potere di vita e di morte nei confronti degli ebrei. Spesso per questo motivo i re sostennero gli ebrei e persino si opposero alla loro conversione; i re francesi e inglesi richiesero una compensazione per ogni ebreo che avesse abbracciato il cristianesimo. Questo tipo di truffa reale ebbe un suo fattore nella creazione del ruolo stereotipato ebraico di banchiere e/o commerciante.
Come iniziò a svilupparsi il capitalismo - al principio della storia moderna - i prestiti divennero sempre più necessari per il commercio e l'industria; gli ebrei furono in grado di ritagliarsi un punto d'appoggio nel nuovo campo finanziario fornendo tali servizi: come non cattolici non erano vincolati dal divieto ecclesiastico contro l'usura. All'interno dell'ebraismo Hillel aveva già da tempo interpretato il divieto della Torah di pretendere un interesse, consentendolo quando fosse stato necessario per vivere.

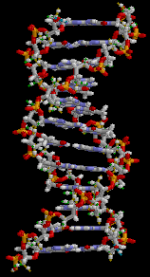
La struttura del DNA. L'esperta di cristallografia ebrea Rosalind Franklin ha dato un contributo fondamentale alla sua definizione quando, grazie alla Cristallografia a raggi X, ha scoperto la forma a doppia elica con una spina dorsale costituita da gruppi di fosfati.

## Scienza e tecnologia
La forte tradizione ebraica della Yeshiva religiosa spesso ha lasciato gli ebrei ben preparati per affrontare i corsi di studio secolari. In alcuni momenti e luoghi questo è stato però contrastato, impedendo loro di studiare presso le università o ammettendoli solo in un numero limitato (la "quota ebraica"). Nel corso dei secoli essi sono sempre stati ben poco rappresentati nelle classi dei proprietari terrieri, in misura molto maggiore invece negli ambiti accademici, professionali, finanziari, commerciali e in molti campi scientifici.
La rilevante presenza ebraica nel mondo scientifico e accademico è dimostrata dal fatto che 193 persone conosciute come ebrei o di origini ebraiche sono state insignite di un Premio Nobel, il che viene a rappresentare il 22% di tutti i destinatari dell'onorificenza in tutto il mondo tra il 1901 e il 2014.. Di questi il 26% ha ottenuto il premio Nobel per la fisica, il 22% il Premio Nobel per la chimica e il 27% il Premio Nobel per la medicina e la fisiologia. Nei settori della matematica e dell'informatica il 31% dei destinatari del Premio Turing e il 27% di quelli della Medaglia Fields erano o sono ebrei.
La prima attività ebraica nella scienza può essere ritrovata nella Tanakh in alcuni dei libri contenenti descrizioni del mondo fisico. La cosmologia biblica fornisce sporadiche visioni le quali possono essere assemblate per formare un'impressione dell'universo fisico nel suo complesso. Vi sono stati confronti tra le descrizioni bibliche - con passaggi tipo quello della narrazione della Creazione in Genesi - e l'astronomia dell'antichità classica in generale..
L'Antico Testamento contiene anche vari rituali di purificazione; uno ad esempio riguarda la corretta procedura per la pulizia di un malato di lebbra (Libro del Levitico 14: 1-32). Esso è un processo alquanto elaborato che dev'essere eseguito dopo che un lebbroso è già guarito (Levitico 14:13), comprendente un'estesa pulizia e igiene personale; ma v'inserisce anche il sacrificio di uccelli e agnelli con l'aggiunta dell'utilizzo del sangue simboleggiante il fatto che gli afflitti sono stati purificati.
La Torah proibisce espressamente la pratica della coltivazione intercalare (Levitico 19:19 e Libro del Deuteronomio 22:9), un modo spesso associato all'agricoltura sostenibile e all'agricoltura biologica nella scienza agraria moderna. La Legge mosaica contiene disposizioni riguardanti la conservazione delle risorse naturali, come gli alberi (Deuteronomio 20: 19-20) e gli uccelli (Deuteronomio 22: 6-7).
Durante tutta l'epoca medioevale l'astronomia rimase uno dei campi primari degli studiosi ebrei e fu ampiamente studiata e praticata. Tra gli astronomi di maggior rilievo ci sono Abraham Zacuto, che pubblicò nel 1478 il suo libro in lingua ebraica Ha-hibbur ha-gadol ove scrive sul sistema solare, tracciando le posizioni del Sole, della Luna e di cinque pianeti. Il suo testo servì per condurre le esplorazioni geografiche dell'impero portoghese a partire dal XVI secolo e venne utilizzato anche da Vasco de Gama e Cristoforo Colombo. Gli è stato dedicato il cratere Zagut della Luna.
Il matematico e astronomo Abraham bar Hiyya ha redatto il primo libro europeo che include la soluzione completa all'equazione di secondo grado x2 - ax + b = 0; egli ha influenzato l'opera successiva di Leonardo Fibonacci. Bar Hiyya ha dimostrato con il metodo geometrico-meccanico degli indivisibili la seguente equazione per ogni cerchio: S = LxR / 2, dove S è la superficie, L è la lunghezza della circonferenza e R è il raggio.
Garcia de Orta, medico ebreo portoghese del Rinascimento, fu un pioniere della medicina tropicale; pubblicò Colóquios dos Simles e drogas da India nel 1563. Esso tratta di tutta una serie di sostanze, molte delle quali all'epoca completamente sconosciute o oggetto di confusione e disinformazione in Europa. Fu il primo occidentale a descrivere le malattie tropicali asiatiche, in particolare il colera; eseguito anche l'autopsia su una vittima, la prima autopsia registrata in India.

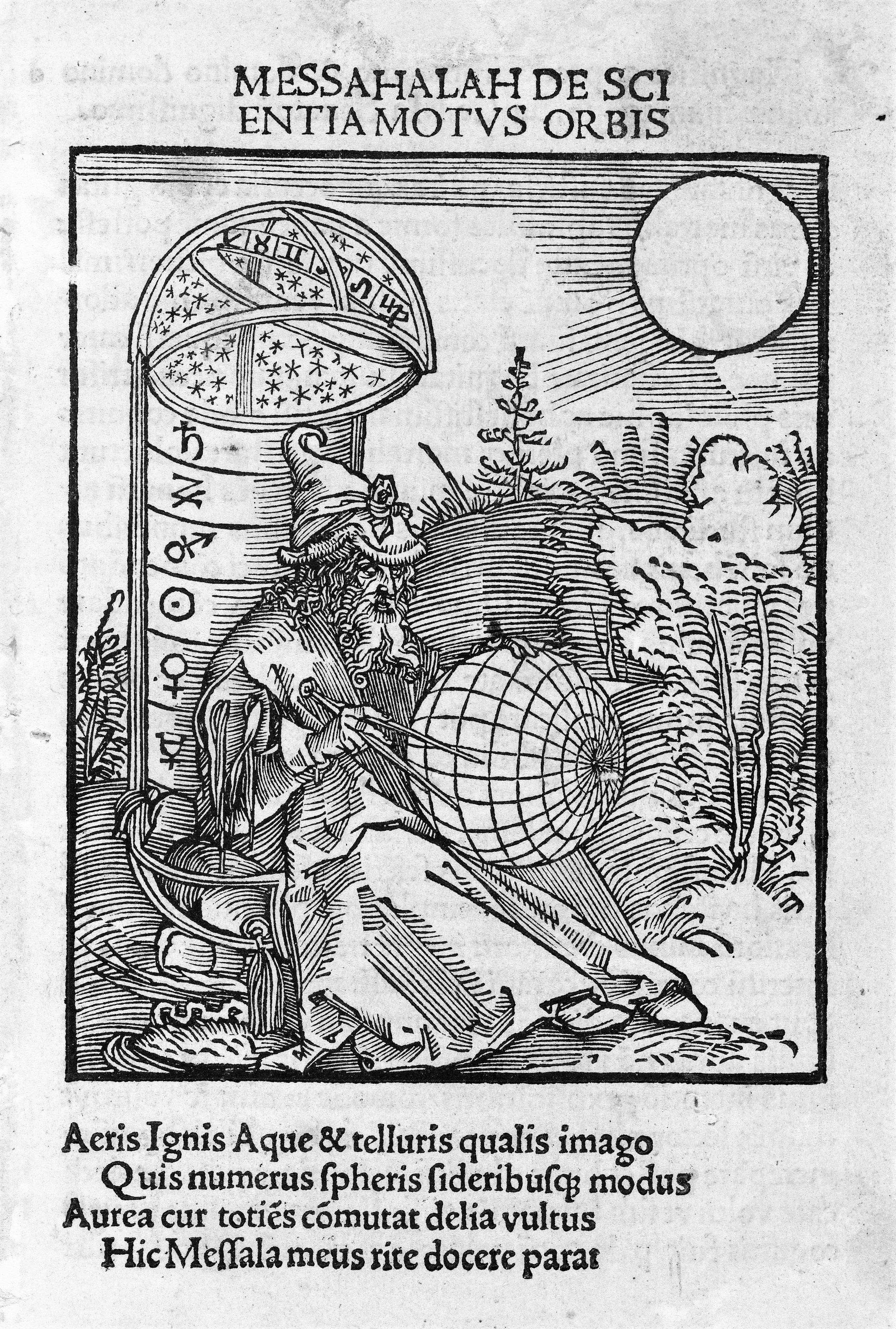
Edizione tedesca del libro astronomico De scientia motvs orbis di Masha'allah ibn Athari.

Bonet de Lattes è conosciuto principalmente come inventore di un quadrante (astronomia) che consente di misurare le altezze solari e stellari e che determina con grande precisione il tempo notturno e diurno. Altre personalità correlate alla scienza sono Abraham ibn ‛Ezra, a cui è dedicato il cratere Abenezra; David Gans, Judah ibn Verga e l'astronomo Masha'allah ibn Athari, a cui è dedicato il Cratere Messala.
Albert Einstein è stato uno di maggiori esponenti della fisica teorica mondiale; di origini tedesche, viene considerato uno dei membri più importanti dell'intera storia della scienza, spesso considerato come il "padre della fisica moderna". Il suo lavoro rivoluzionario sulla teoria della relatività ha trasformato la fisica e l'astronomia nel corso del XX secolo; la relatività ristretta prima e la relatività generale poi hanno soppiantato la teoria vecchia più di 200 anni della meccanica classica creata principalmente da Isaac Newton.
In campo fisico la relatività ha migliorato la conoscenza della scienza delle particelle elementari e delle loro interazioni fondamentali, dando il via all'era atomica. Con l'apporto della relatività la cosmologia e l'astrofisica potevano prevedere fenomeni astronomici straordinari come la stella di neutroni, il buco nero e le onde gravitazionali.
Einstein ha formulato la ben nota equazione di equivalenza tra massa (fisica) e energia, E=mc², ed ha spiegato l'effetto fotoelettrico. Il suo lavoro ha inoltre influenzato e continua ad influenzare una grande varietà di campi della fisica tra cui la teoria del Big Bang, la meccanica quantistica e l'energia nucleare. In suo onore è stato battezzato l'Einstenio.

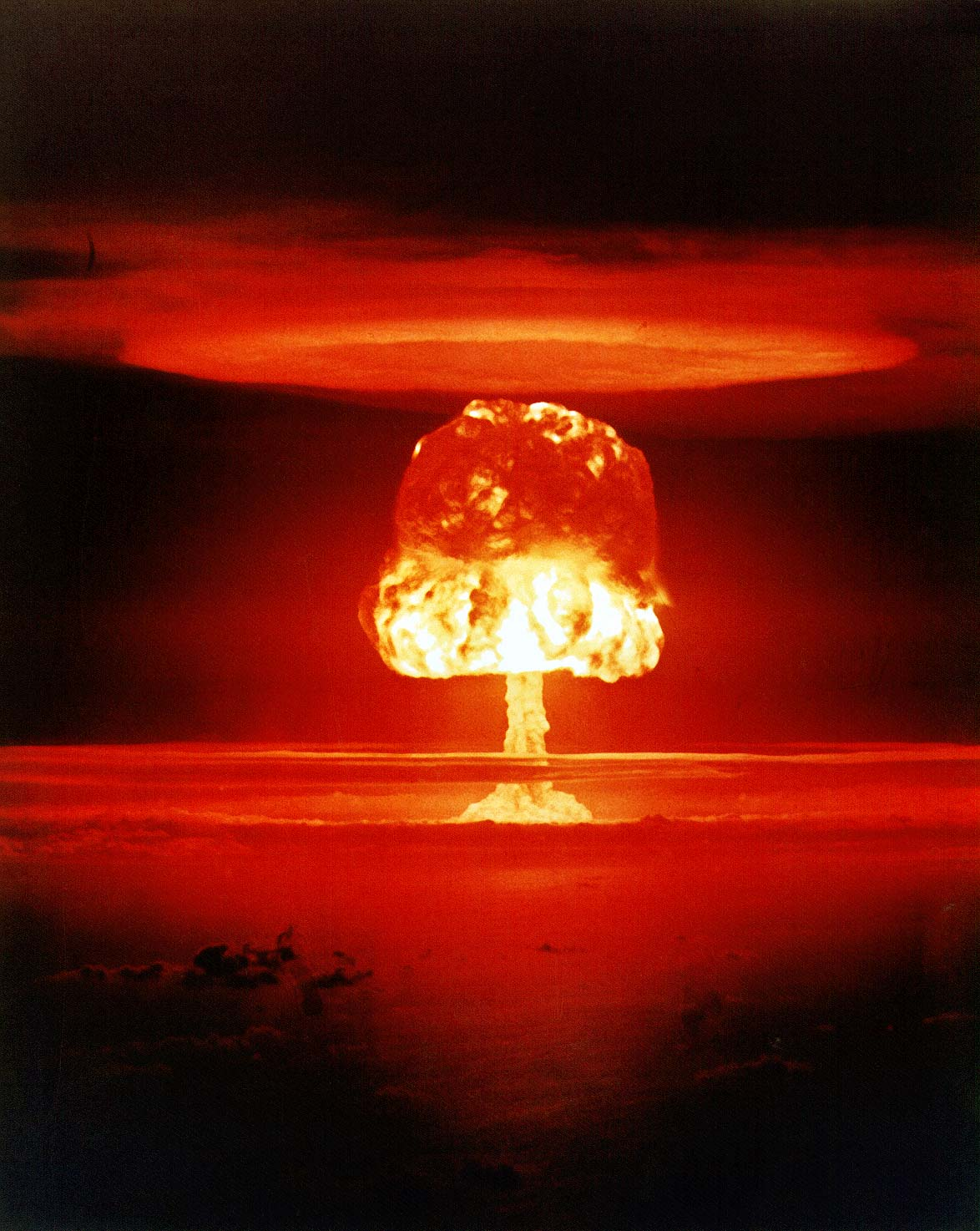
Il "fungo atomico" di un test nucleare. Un gran numero di scienziati ebrei sono stati coinvolti nel progetto Manhattan.

Il progetto Manhattan è stato un progetto di ricerca e sviluppo che ha prodotto la prima bomba atomica alla fine della seconda guerra mondiale; molti scienziati ebrei hanno avuto un ruolo significativo all'interno di tale progetto. Il fisico teorico di origini tedesche Robert Oppenheimer, spesso considerato il "padre della bomba atomica", venne scelto per dirigere l'intera operazione al Los Alamos National Laboratory nel 1942.
Il fisico Leó Szilárd concepì la reazione nucleare a catena; Edward Teller è "il padre della bomba a idrogeno" assieme a Stanisław Ulam; Eugene Wigner ha contribuito alla teoria del nucleo atomico e della particella elementare; Hans Bethe, il cui lavoro comprendeva la nucleosintesi stellare e fu capo della "Divisione Teorica" presso il laboratorio segreto di Los Alamos; altri comprendono Niels Bohr; Victor Weisskopf, Joseph Rotblat, i "ragazzi di via Panisperna" Bruno Pontecorvo, Emilio Segrè ed Enrico Fermi (a quest'ultimo sono stati dedicati il Fermio, il Fermione e il Fermilab).
Il matematico e fisico Alexander Friedmann fu uno dei pionieri della teoria dell'espansione metrica dello spazio, l'universo cioè si stava espandendo governato da un insieme di equazioni che egli sviluppò e che sono conosciute come "equazioni di Friedmann".
Arno Penzias, esperto in radioastronomia è il co-scopritore della radiazione cosmica di fondo, il che ha contribuito a stabilire la teoria del Big Bang; anche gli scienziati Robert Herman e Ralph Alpher hanno lavorato in quel campo.

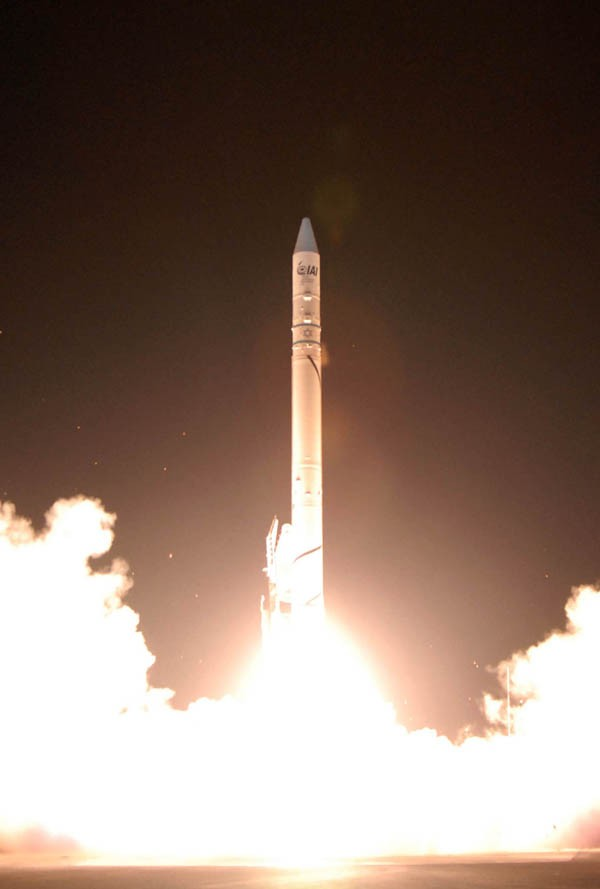
Il lancio della navicella spaziale israeliana "Shavit" nel 2007.

Nella meccanica quantistica il ruolo ebraico è stato assai significativo e molte delle figure più influenti della teoria erano ebrei: Niels Bohr e il suo studio sulla struttura dell'atomo; Max Born ha lavorato all'"equazione di Schrödinger"; Wolfgang Pauli, Richard Feynman (teorico della cromodinamica quantistica e inventore del "diagramma di Feynman"); Fritz London è stato lo scopritore della "forza di London" e delle "equazioni di London"; Walter Heitler e Julian Schwinger lavorano sull'elettrodinamica quantistica; Asher Peres è un pioniere nell'informazione quantistica e David Bohm nel "potenziale quantistico".
Sigmund Freud, influenzato da Joseph Breuer, è stato uno degli scienziati più influenti del XX secolo. Nel creare la psicoanalisi, un metodo clinico per il trattamento della psicopatologia attraverso il dialogo tra un paziente e uno psicoanalista, Freud sviluppò tecniche terapeutiche come l'uso dell'associazione libera e del transfert, che ha un ruolo centrale nell'intero processo analitico. La ridefinizione di Freud della sessualità la quale include anche le sue forme infantili lo ha portato a formulare l'idea del "complesso di Edipo" come il principio centrale della teoria psicoanalitica.
L'analisi freudiana del sogno (vedi L'interpretazione dei sogni) come adempimento di un desiderio gli fornì modelli per l'analisi clinica della formazione dei sintomi e dei meccanismi di rimozione, nonché per l'elaborazione della sua teoria dell'inconscio come rappresentazione che distrugge gli stati mentali consapevoli. Freud ha inoltre postulato l'esistenza della libido, un'energia con cui vengono investiti processi e strutture mentali e che genera attaccamenti erotici e un meccanismo di pulsione di morte, la coazione a ripetere, l'odio, l'aggressività e il senso di colpa prodotto dalla nevrosi.
Altri importanti psicoanalisi ebrei comprendono Alfred Adler, fondatore della psicodinamica, Anna Freud, Melanie Klein, Otto Rank, Wilhelm Reich, Wilhelm Stekel, Erich Fromm, Karl Abraham, Sándor Ferenczi e Erich Neumann (psicologo) tra gli altri.
Il matematico e fisico John von Neumann ha dato grandi contributi in vari campi tra cui i fondamenti della matematica, l'analisi funzionale, la teoria ergodica, la geometria, la topologia, l'analisi numerica, la meccanica quantistica, l'idrodinamica e la teoria dei giochi; produsse anche un lavoro importante nella computazione e nell'ambito dello sviluppo del computer, suggerendo e descrivendo un'architettura dei calcolatori denominata "architettura di von Neumann". Ha infine lavorato sulla programmazione lineare, il "Costruttore universale di von Neumann", il calcolo stocastico e la statistica.
Emmy Noether fu un matematico influente noto per i suoi innovativi contributi all'algebra astratta e alla fisica teorica; viene descritta da molti rilevanti scienziati come la donna più importante dell'intera storia della matematica. Ha rivoluzionato le teorie dell'anello, del campo e dell'algebra su campo. Nella fisica il "teorema di Noether" spiega la connessione fondamentale tra la simmetria e la Legge di conservazione.
Tra i contributi scientifici più notevoli ci sono quelli di Heinrich Hertz e Steven Weinberg nell'elettromagnetismo; di Carl Sagan, fondamentali per la scoperta delle alte temperature superficiali di Venere e per la ricerca della vita extraterrestre; di Edward Witten con la "teoria M"; di Vitaly Ginzburg e Lev Landau con la "teoria di Ginzburg-Landau"; di Yakir Aharonov con l'"effetto Aharonov-Bohm"; di Boris Podolsky e Nathan Rosen con il "Paradosso di Einstein-Podolsky-Rosen"; di Moshe Carmeli con la "teoria di gauge".
Altri scienziati creativi comprendono Rudolf Lipschitz, autore della "Funzione lipschitziana"; Paul Cohen (matematico), con l'"ipotesi del continuo" e l'assioma della scelta; Laurent Schwartz, con la teoria della distribuzione (matematica); Grigory Margulis, con il "gruppo di Lie"; Richard Karp, con la "teoria della computazione"; Adi Shamir, con l'RSA e la crittografia; Judea Pearl, con l'intelligenza artificiale e la "rete bayesiana"; Max Newman, con il "Colossus"; Carl Jacobi, con le "funzioni ellittiche di Jacobi", la "matrice jacobiana" e il "simbolo di Jacobi".

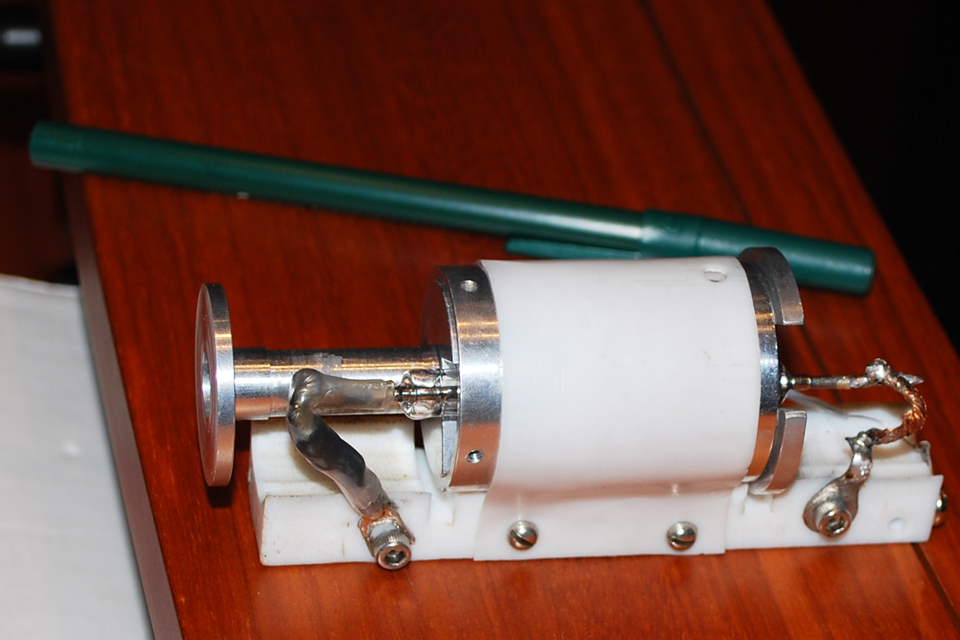
Il primo laser funzionante, creato da Theodore Maiman nel 1960.

Sidney Altman ha sviluppato la ricerca della biologia molecolare e dell'RNA; Melvin Calvin è l'autore del "Ciclo Calvin" nella Fase luce dipendente; Otto Wallach ha lavorato sui Composti aliciclici; Paul Berg sulla biochimica degli acidi nucleici; Ada Yonath sulla Cristallografia e la struttura del ribosoma; Dan Shechtman sul Quasicristallo; Julius Axelrod e Bernard Katz sui Neurotrasmettitori; Elie Metchnikoff sulla scoperta del Macrofago e Selman Abraham Waksman su quella della Streptomicina; Rosalind Franklin sul DNA; Carl Djerassi sulla pillola anticoncezionale; Stephen Jay Gould sulla Biologia evolutiva; Baruch Blumberg sul virus (biologia) dell'epatite B; Jonas Salk e Albert Sabin sono stati gli sviluppatori del vaccino contro la Poliomielite; Paul Ehrlich ha scoperto la Barriera emato-encefalica.
In settori come la psicologia e la neurologia ci sono Viktor Frankl, Stanley Milgram e Solomon Asch; nella linguistica Noam Chomsky, Franz Boas, Roman Jakobson, Edward Sapir, Joseph Greenberg; nella sociologia Karl Marx, Theodor Adorno, Nathan Glazer, Erving Goffman e Georg Simmel.
Oltre alle scoperte e alle ricerche scientifiche gli ebrei hanno creato innovazioni significative e influenti in una grande varietà di campi: Siegfried Marcus, pioniere dell'automobilismo e inventore della prima automobile; Emile Berliner, sviluppatore del disco in vinile e della fonografia; Mikhail Gurevich, fondatore della Mikoyan Gurevich (produttrice di aerei da caccia) e co-inventore del famoso "MiG-17"; Theodore Maiman, inventore del laser; Robert Adler, inventore del telecomando per televisore; Edwin H. Land, inventore della macchina fotografica Land; Bob Kahn, inventore del Transmission Control Protocol e dell'Internet Protocol; Bram Cohen, creatore di BitTorrent; Sergei Brin e Larry Page, creatori di Google; László Bíró, inventore della Penna a sfera; Simcha Blass, inventore dell'irrigazione a goccia; Lee Felsenstein, designer di Osborne 1; Zeev Suraski e Andi Gutmans, co-creatori di PHP e fondatori di "Zend Technologies"; Ralph H. Baer, "il padre del videogioco". Levi Strauss ha inventato i Jeans e fondato la Levi Strauss (azienda), mentre Mark Zuckerberg ha creato Facebook.

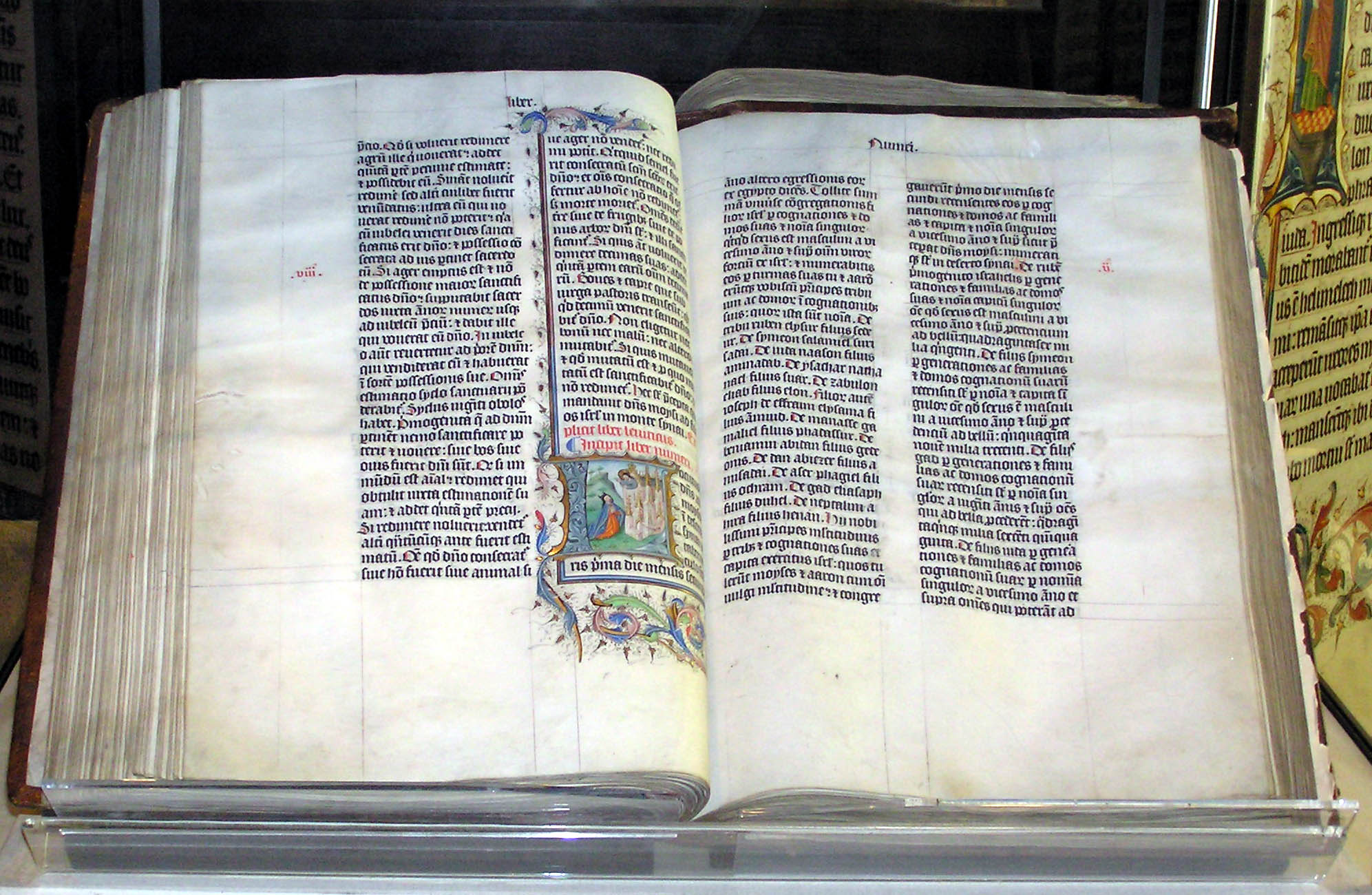
Copia della Bibbia di Gutenberg. Gli autori della Bibbia sono stati tutti degli ebrei (lo stesso Gesù di Nazareth lo era); essa è stata scritta tra l'età del ferro e l'antichità classica e comprende i valori umani e culturali fondamentali, la mitologia e le credenze religiose sia dell'ebraismo che della cristianità.

| Garcia de Orta (1501/2–1568) | Albert Einstein (1879–1955) | John von Neumann (1903–1957) | Sigmund Freud (1856–1939) | Niels Bohr (1885–1962) | Emmy Noether (1882–1935) | Richard Feynman (1918–1988) | Robert Oppenheimer (1904–1967) |
| ---------------------------- | --------------------------- | ---------------------------- | ------------------------- | ---------------------- | ------------------------ | --------------------------- | ------------------------------ |
|                              |                             |                              |                           |                        |                          |                             |                                |

## Letteratura e poesia
In alcuni luoghi ove vi sono state concentrazioni relativamente alte di ebrei sono sorte anche diverse sottoculture ebraiche secolari. Ad esempio formavano una parte più che notevole della vita letteraria e artistica di Vienna e dell'intero impero austro-ungarico alla fine del XIX secolo o di quella di New York 50 anni più tardi oltre che di quella di Los Angeles nella seconda parte del XX secolo. Molti di questi ebrei creativi non erano persone particolarmente religiose; nella sua generalità la cultura artistica ebraica in periodi differenti ha riflesso la cultura entro cui la comunità viveva.
Le espressioni letterarie e teatrali della cultura ebraica secolare possono essersi sviluppate in linguaggi specifici come la lingua ebraica, la lingua yiddish o la lingua giudeo-spagnola, oppure in quelli delle culture circostanti come la lingua inglese o la lingua tedesca. La letteratura secolare e il teatro yiddish trovano il loro inizio in gran parte nel XIX secolo; mentre entrano in uno stato di declino entro la metà del XX secolo. La rinascita dell'ebraico oltre al suo uso nelle pratiche liturgiche è in gran parte un fenomeno del XX secolo ed è strettamente associata al sionismo.

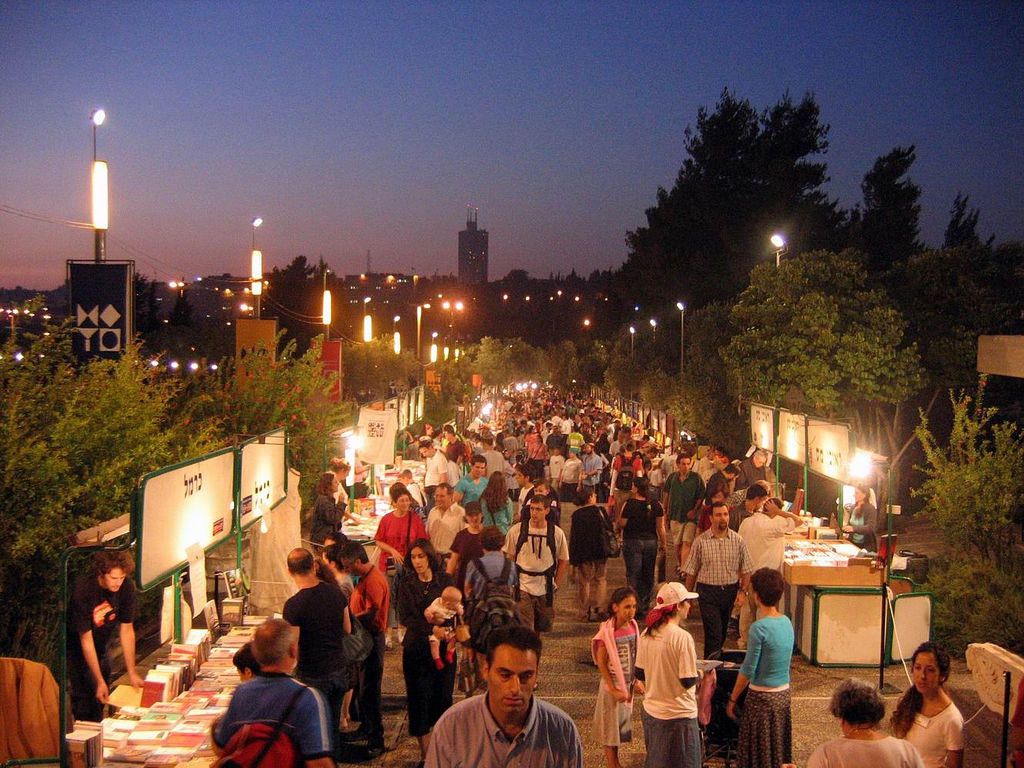
"Hebrew Book Week" a Gerusalemme nel 2005.

A parte l'utilizzo della lingua ebraica moderna in Israele il fatto se una data comunità utilizzerà o meno come suo principale mezzo di discorso una delle lingue ebraiche dipende generalmente da quanto essa sia isolata o viceversa assimilata. Ad esempio gli ebrei polacchi degli Shtetl o del quartiere newyorkese Lower East Side nel corso della prima metà del XX secolo hanno parlato più in yiddish, laddove gli ebrei assimilati dell'impero tedesco del XIX-XX secolo si sono maggiormente espressi in tedesco, così come gli ebrei americani in inglese americano.
Gli autori ebrei hanno sia creato una letteratura unica che contribuito all'arricchimento della letteratura nazionale di molti dei paesi in cui si trovano a vivere. Anche se non laici nel senso più stretto del termine scrittori yiddish come Sholem Aleichem e Isaac Bashevis Singer (vincitore del Premio Nobel per la letteratura nel 1978) formano il proprio canone concentrandosi sull'esperienza ebraica in Europa orientale e negli Stati Uniti d'America. Autori statunitensi come Philip Roth, Saul Bellow e molti altri vengono considerati tra i più importanti scrittori americani ed incorporano in sé una considerazione dell'ebraismo distintamente secolare in molte delle loro opere.
Membri della cosiddetta "cultura mitteleuropea" di lingua tedesca furono - solo alcuni nomi fra i tanti - Arthur Schnitzler, Franz Werfel, Stefan Zweig, Alexander Lernet-Holenia, Joseph Roth e Karl Kraus. Tra gli italiani spiccano Primo Levi e Carlo Levi, Alberto Moravia, il poeta Umberto Saba, Giorgio Bassani e Natalia Ginzburg. Elie Weisel e Anna Frank completano l'elenco dei testimoni della storia dell'antisemitismo. Elias Canetti è un altro autore di origini ebraiche ad essere stato insignito del Premio Nobel per la letteratura.
La poesia di Allen Ginsberg tocca spesso temi ebraici, particolarmente nei primi lavori di genere autobiografico come Urlo e Kaddish. Altri celebri autori ebrei che hanno fatto avanzare la letteratura mondiale comprendono il poeta tedesco Heinrich Heine, il canadese Mordecai Richler, il russo Isaac Babel, il praghese Franz Kafka e l'olandese Harry Mulisch il cui romanzo La scoperta del cielo è stato eletto nel 2007 "il miglior libro mai scritto in lingua olandese".
In Modern Judaism: An Oxford Guide il professore di estetica e retorica all'università di Tel Aviv nonché fondatore e direttore accademico del Meitar College for Judaism as Culture Yaakov Malkin scrive:
Altri contributori notevoli sono Isaac Asimov, autore del Ciclo della Fondazione di Io, robot, Notturno e di Neanche gli dei e autorevole esponente della divulgazione scientifica e della storia della fantascienza; Joseph Heller (autore di Comma 22; Robert Lawrence Stine (autore della serie Piccoli brividi; J. D. Salinger (autore de Il giovane Holden); Michael Chabon (autore di Le fantastiche avventure di Kavalier e Clay e di Il sindacato dei poliziotti yiddish); Marcel Proust (autore della monumentale Alla ricerca del tempo perduto); Arthur Miller (autore di Morte di un commesso viaggiatore e di Il crogiuolo); Chaim Potok, autore di Danny l'eletto; Will Eisner (autore di Contratto con Dio); Shel Silverstein (autore di L'albero (libro)); Arthur Koestler (autore di Buio a mezzogiorno e di La tredicesima tribù); Saul Bellow (autore di Herzog (romanzo)); la serie di romanzi storici I re maledetti di Maurice Druon sono stati l'ispirazione per i romanzi fantasy Cronache del ghiaccio e del fuoco di George R. R. Martin.
Un altro aspetto sovente presente nella letteratura ebraica è quello dell'etica, denominata "letteratura Musar". Tra i destinatari del Premio Nobel per la letteratura il 13% era o è ebreo.
La poesia ebraica è stata espressa da vari autori in diverse epoche della storia. La poesia biblica è legata ai tempi biblici così come viene espressa nella Tanakh e negli altri testi sacri. In epoca medievale fu espressa principalmente dai piyyut e da poeti di diversa estrazione come Yehuda Halevi, Samuel ibn Naghrillah, Avicebron, Moses ibn Ezra, Abraham ibn ‛Ezra e Dunash ben Labrat. La poesia ebraica moderna è legata principalmente all'epoca immediatamente successiva alla rinascita della lingua ebraica, pionieri della quale furono Mosè Luzzatto al tempo dell'Haskalah e successivamente poeti come Haim Nachman Bialik, Nathan Alterman e Saul Cernichovskij tra gli altri.
| Yehuda Halevi (1075 circa–1141) | Heinrich Heine (1797–1856) | Sholem Aleichem (1859–1916) | Franz Kafka (1883–1924) | Boris Pasternak (1890–1960) | Ayn Rand (1905–1982) | Isaac Asimov (1920–1992) | Allen Ginsberg (1926–1997) |
| ------------------------------- | -------------------------- | --------------------------- | ----------------------- | --------------------------- | -------------------- | ------------------------ | -------------------------- |
|                                 |                            |                             |                         |                             |                      |                          |                            |

## Teatro

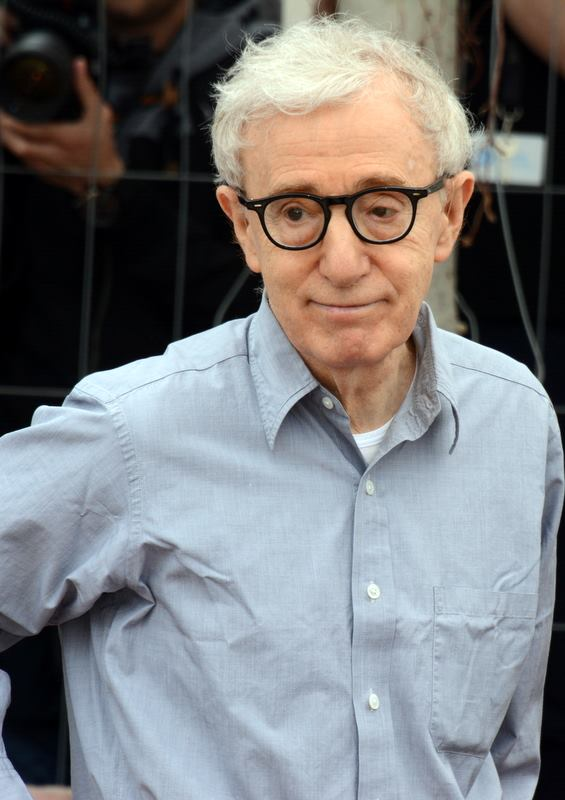
Woody Allen al Festival di Cannes nel 2016.

## Cinema
Nell'epoca in cui il teatro yiddish costituiva ancora una forte componente all'interno del mondo dello spettacolo più di 100 film sono stati prodotti in lingua yiddish, molti dei quali oramai irrimediabilmente perduti: rappresentano la storia del cinema yiddish.
Tra quelli rimasti spiccano il film muto A Daughter of Her People (1920, Judith Trachtenberg) di Henrik Galeen; Shulamith (1931) di Sidney M. Goldin; il primo musical yiddish His Wife's Lover (1931, Zayn Vaybs Lubovnik); la pellicola anti-nazista The Wandering Jew (1933) di Maurice Elvey; The Yiddish King Lear (1934) di Harry Thomashefsky); Shir Hashirim (1935) di Henry Lynn); Yidl mitn fidl (1936) di Joseph Green (regista); Where Is My Chyld? (1937) di Abraham Leff; Green Field (1937) di Edgar G. Ulmer; The Dybbuk (1937) di Michał Waszyński; The Singing Blacksmith (1938) di Ulmer; Tevya (1939) di Maurice Schwartz; Mirele Efros (1939) di Josef Berne; Lang ist der Weg (1948) di Herbert Bruno Fredersdorf e God, Man and Devil (1950) di Joseph Seiden.
Il ruolo assunto dagli imprenditori ebraici nell'industria del cinema statunitense in lingua inglese è leggendario: Samuel Goldwyn e Louis B. Mayer fondatori della Metro Goldwin Mayer, i 4 fratelli Warner fondatori della Warner Bros., David O. Selznick, Marcus Loew, Adolph Zukor fondatore della Paramount Pictures e William Fox per citarne solo alcuni. In tempi più recenti si sono distinti - anche come produttori - Michael Ovitz, Michael Eisner, Lew Wasserman, Jeffrey Katzenberg, Steven Spielberg e David Geffen. Tuttavia solo pochi di questi hanno portato una sensibilità specifica ebraica all'arte del cinema o, con alcune
eccezioni di Spielberg, alla scelta di argomenti correlati all'ebraismo. Lo storico Eric Hobsbawm descrive la situazione come segue: [81]
Una più ampia sensibilità ebraica si può invece intravedere nelle pellicole dei Fratelli Marx, di Mel Brooks e di Woody Allen; altri esempi di film che veicolano un messaggio specificamente ebraico nell'industria hollywoodiana sono Yentl (1983) diretto da Barbra Streisand e L'uomo di Kiev (film) (1968) diretto da John Frankenheimer.

## Radio e televisione
Le prime grandi aziende radiotelevise statunitensi, la Radio Corporation of America e la CBS, sono state create rispettivamente da David Sarnoff e William S. Paley. Questi innovatori furono anche tra i primi produttori di televisori, inizialmente quella in bianco e nero e poi anche la televisione a colori. Tra le comunità di ebrei americani immigrati vi era anche una fiorente radio di lingua yiddish, con la sua "età d'oro" che va dagli anni trenta agli anni cinquanta.
Sebbene negli Stati Uniti d'America esista un canale televisivo specificatamente ebraico (la "National Jewish Television", in gran parte religioso), gli ebrei sono stati coinvolti nella storia della televisione fin dai suoi primordi. Da Sid Caesar e Milton Berle a Joan Rivers, Gilda Radner e Andy Kaufman fino a Billy Crystal e a Jerry Seinfeld, i comici ebrei sono stati le icone della televisione americana; altri che ebbero un ruolo importante comprendono Eddie Cantor, Al Jolson, Jack Benny, Walter Winchell e David Susskind.
Altre figure di rilievo sono Larry King, Michael Savage e Howard Stern. Nell'analisi di Paul Johnson (storico) "il musical di Broadway, la radio e la TV sono tutti esempi di un principio fondamentale presente nella storia della diaspora ebraica: gli ebrei aprono un campo completamente nuovo negli affari e nella cultura, una tabula rasa su cui impostare il proprio marchio prima che altri interessati abbiano la possibilità di impossessarsene, con l'erezione di forti corporazioni professionali che possano negare loro l'accesso".
Una delle prime situation comedy, The Goldbergs, aveva un milieu specificatamente ebraica ambientato nel Bronx, del tutto inusuale per una serie televisiva americana degli anni quaranta; altri esempi sono Oltre il ponte (serie televisiva) (1991-1993) e Bridget Loves Bernie. Gli ebrei hanno anche svolto un ruolo assai prolifico nella creazione e sceneggiatura delle commedie televisive: Woody Allen, Mel Brooks, Selma Diamond, Larry Gelbart, Carl Reiner e Neil Simon hanno scritto per Sid Caesar.
Il figlio di Reiner, Rob Reiner, ha lavorato con Norman Lear su Arcibaldo (serie televisiva) (che spesso ha affrontato l'antisemitismo e altre questioni di pregiudizio); Larry David e Jerry Seinfeld hanno creato Seinfeld; Lorne Michaels, Al Franken, Rosie Shuster e Alan Zweibel con Saturday Night Live hanno rivitalizzato lo spettacolo di varietà nel corso degli anni settanta.

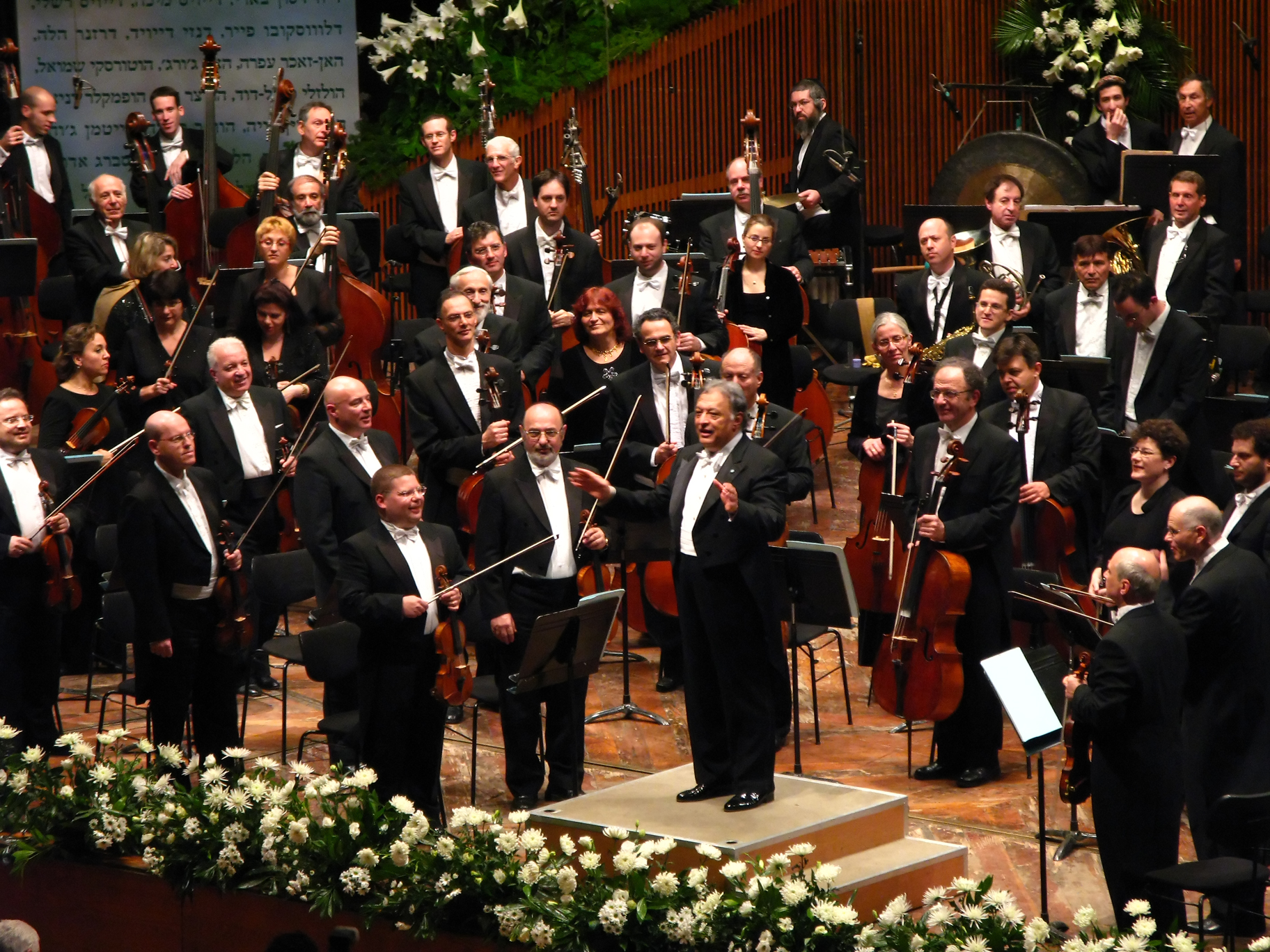
Concerto per il 70º anniversario dell'Orchestra filarmonica d'Israele.

## Musica
I contributi ebraici alla storia della musica tendono anche a riflettere le culture dei paesi ospiranti; i più notevoli esempi di musica classica e musica tradizionale provengono dagli Stati Uniti d'America e dal continente europeo. Alcune musiche sono tuttavia uniche di specifiche comunità, come la musica israeliana, la musica folk d'Israele, la tradizione Klezmer, quella sefardita e ladina, ed infine la musica mizrahì.

### Musica classica
Prima dell'Emancipazione ebraica la quasi totalità della musica ebraica europea era costituita da musica sacra, ad eccezione delle esecuzioni "klezmorim" durante le celebrazioni matrimoniali e in altre occasioni particolari. Il risultato è stato l'assoluta mancanza di presenza ebraica nella musica classica europea fino al XIX secolo, con poche eccezioni, normalmente realizzata grazie ad una specifica protezione aristocratica, come s'è espressa nei casi di Salamone Rossi e Louis-Claude Daquin (l'opera del primo è considerata l'inizio della "Jewish art music").
Dopo che gli ebrei sono stati ammessi all'interno della società civile in Inghilterra (gradualmente dopo il loro ritorno nel XVII secolo), nel regno di Francia, nell'impero austro-ungarico, nell'Impero tedesco e in Russia (dopo la rivoluzione di novembre) il contributo ebraico alla scena musicale europea è aumentato costantemente in forma di musica tradizionale.
Esempi notevoli di compositori ebrei di musica romantica sono i francesi Charles-Valentin Alkan, Paul Dukas e Fromental Halévy; i boemi Josef Dessauer, Karl Goldmark e Gustav Mahler; i tedeschi Felix Mendelssohn e Giacomo Meyerbeer e i russi Anton Rubinstein e Nikolai Rubinstein. I cantanti hanno incluso John Braham e Giuditta Pasta. Vi erano anche molti importanti violinisti e pianisti virtuosi, tra cui Joseph Joachim, Ferdinand David, Carl Tausig, Henri Herz, Leopold Auer, Jascha Heifetz e Ignaz Moscheles.
Durante il XX secolo il numero di compositori e strumentisti notevoli è aumentato, così come la loro distribuzione geografica. Esempi di compositori ebrei del XX secolo includono gli austriaci Arnold Schönberg e Alexander von Zemlinsky; i tedeschi Hanns Eisler e Kurt Weill; i boemi Viktor Ullmann e Jaromír Weinberger; gli statunitensi George Gershwin e Aaron Copland; i francesi Darius Milhaud e Alexandre Tansman e i russi Alfred Schnittke e Lera Auerbach; gli argentini Lalo Schifrin e Mario Davidovsky ed infine gli israeliani Paul Ben-Haim e Shulamit Ran.
Ci sono alcuni generi e forme di musica classica a cui i compositori ebrei sono stati associati, soprattutto durante il periodo romantico, tra cui la Grand opéra francese. I più prolifici compositori di questo genere includono Meyerbeer, Halévy e il più tardo Jacques Offenbach; La Juive di Halevy era basata sul libretto di Eugène Scribe, molto legato all'esperienza ebraica.
Mentre la musica orchestrale e la musica lirica dei compositori ebrei sarebbe in generale considerata laica, molti (così come anche i non-ebrei) hanno incorporato temi e motivi ebraici nella loro musica. A volte questo è fatto in modo segreto, come la "band music klezmer" che molti critici e osservatori credono sia inserita nel terzo movimento della Sinfonia n. 1 (Mahler); questo tipo di riferimento ebraico è stato più comune nel corso del XIX secolo, quando mostrare apertamente la propria ebraità con tutta probabilità avrebbe ostacolano le possibilità di "assimilazione".
Nel XX secolo, tuttavia, molti compositori ebrei scrivono musica con riferimenti e temi ebraici diretti, ad esempio David Amram (con la Sinfonia Songs of the Soul), Leonard Bernstein (con la Sinfonia n° 3 Kaddish e i Chichester Psalms), Ernest Bloch (con Schelomo), Arnold Schönberg, Mario Castelnuovo-Tedesco (con il Concerto per violino n° 2) e Hugo Weisgall (con il Psalm of the Instant Dove).
| Giacomo Meyerbeer (1791–1864) | Fanny Mendelssohn (1805–1847) | Felix Mendelssohn (1809–1847) | Charles-Valentin Alkan (1813–1888) | Jacques Offenbach (1819–1880) | Anton Rubinstein (1829–1894) | Gustav Mahler (1860–1911) | Clara Haskil (1895–1960) |
| ----------------------------- | ----------------------------- | ----------------------------- | ---------------------------------- | ----------------------------- | ---------------------------- | ------------------------- | ------------------------ |
|                               |                               |                               |                                    |                               |                              |                           |                          |

Alla fine del XX secolo compositori di rilievo come Morton Feldman, György Ligeti o Alfred Schnittke hanno dato significativi contributi alla storia della musica classica contemporanea.

### Musica popolare
I cantanti e lirici della Great American Songbook, della tradizione popolare americana e dello Standard jazz erano prevalentemente ebrei, tra cui si annoverano Harold Arlen, Jerome Kern, George Gershwin, Frank Loesser, Richard Rodgers, Philip Glass, Irving Berlin e Serge Gainsbourg.

## Arti visuali e architettura
All'inizio del XX secolo gli ebrei figuravano con il loro contributo e presenza attiva in particolare prima nel movimento di Montparnasse e, dopo la seconda guerra mondiale, all'interno dell'espressionismo astratto con Alexander Bogen, Helen Frankenthaler, Adolph Gottlieb, Philip Guston, Al Held, Lee Krasner, Barnett Newman, Milton Resnick, Jack Tworkov, Mark Rothko e Louis Schanker; nonché nell'arte moderna e nell'arte contemporanea.
Molti ebrei russi si seppero conquistare un proprio spazio nel campo del design scenico, in particolare Marc Chagall e Boris Aronson, oltre al rivoluzionario Léon Bakst, che come gli altri due dipingeva. Un tipico artista ebreo messicano è Pedro Friedeberg; gli storici non sono d'accordo sul fatto che il padre di Frida Kahlo fosse ebreo o luterano. Gustav Klimt non era ebreo, ma quasi tutti i suoi mecenati e molti dei suoi modelli lo erano.
Tra i maggiori artisti Chagall potrebbe essere il più specificamente ebreo nei suoi temi. Ma man mano che l'arte si dissolve in design grafico, nomi e temi ebraici diventano sempre più importanti: Leonard Baskin, Al Hirschfeld, Ben Shahn, Art Spiegelman e Saul Steinberg.
Gli ebrei hanno avuto un ruolo molto importante anche negli altri media oltre che nella vera e propria pittura; nella fotografia alcune figure degne di nota sono André Kertész, Robert Frank, Helmut Newton, Garry Winogrand, Cindy Sherman, Steve Lehman e Adi Nes; nell'arte dell'installazione e dell'arte di strada alcune figure degne di nota sono Sigalit Landau, Dede (artista) e Michal Rovner.

Il logo della Marvel Comics, fondata da Martin Goodman, così come Timely Comics.

| Diego Velázquez (1599-1660) | Camille Pissarro (1830-1903) | Amedeo Modigliani (1884-1920) | Diego Rivera (1886-1957) | Marc Chagall (1887-1985) |
| --------------------------- | ---------------------------- | ----------------------------- | ------------------------ | ------------------------ |
|                             |                              |                               |                          |                          |

## Fumetto e animazione
Nell'animazione il ruolo prominente degli ebrei è espresso da innumerevoli artisti: Dženndi Tartakovskij è il creatore di diverse serie TV animate come Il laboratorio di Dexter e Samurai Jack.
Matt Stone è il co-creatore di South Park; David Hilberman ha contribuito ad animare Bambi e Biancaneve e i sette nani (film 1937); Friz Freleng i Looney Tunes; Ralph Bakshi Fritz il gatto e Mighty Mouse: The New Adventures, Wizards, Il Signore degli Anelli, Heavy Traffic, Coonskin, Hey Good Lookin', Fire and Ice - Fuoco e ghiaccio e Fuga dal mondo dei sogni.
Alex Hirsch è il creatore di Gravity Falls; Dave Fleischer e Lou Fleischer sono i fondatori dei Fleischer Studios; Max Fleischer ha animato Betty Boop, Popeye e Superman. Diverse compagnie produttrici di animazione sono state fondate da ebrei, come la DreamWorks i cui prodotti includono Shrek, Madagascar, Kung Fu Panda e Il principe d'Egitto; la Warner Bros., che ha la sua divisione di animazione è nota per i cartoni animati de I favolosi Tiny, Animaniacs, Mignolo e Prof. e Freakazoid.

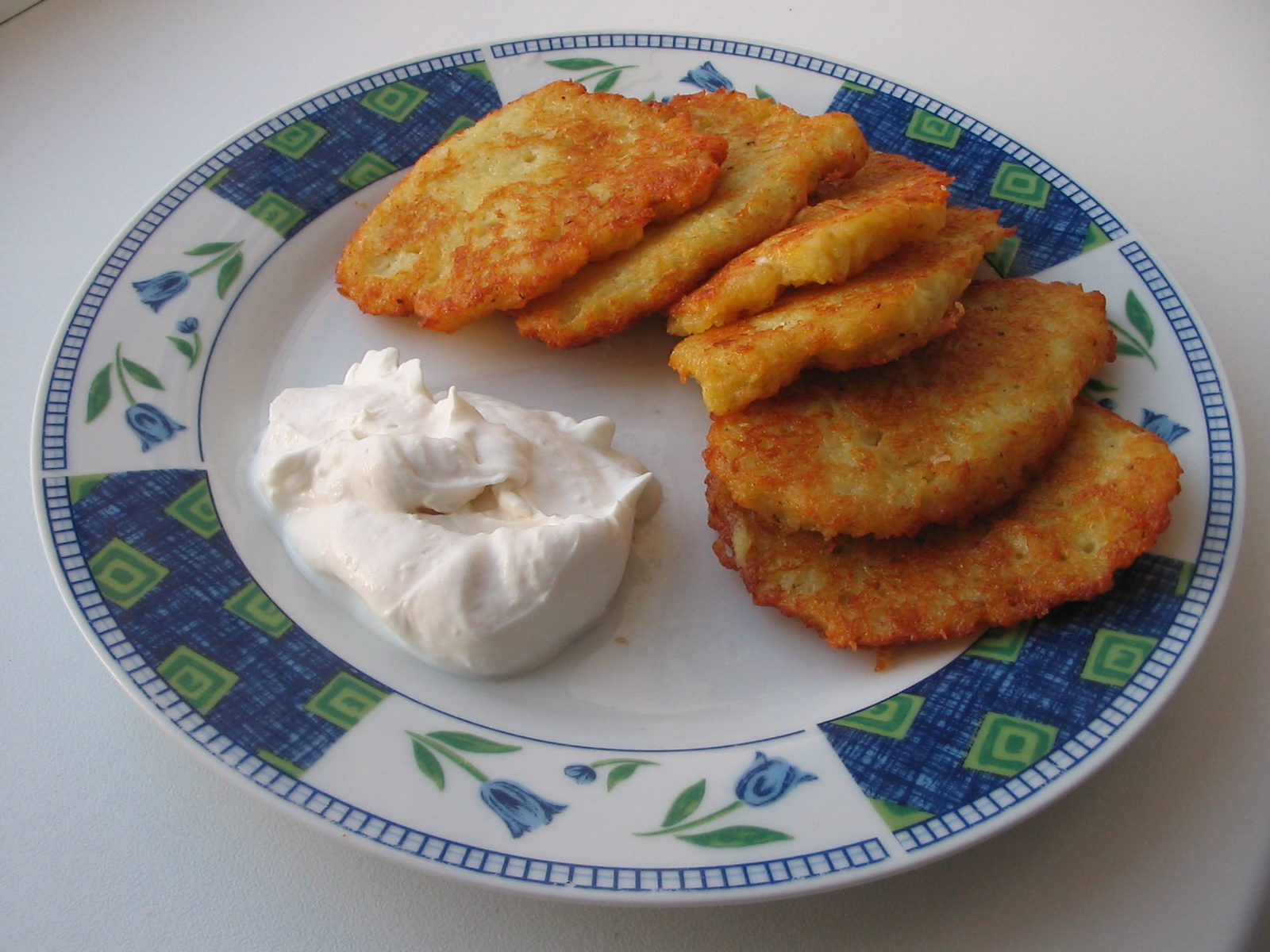
Latkes con smetana.

## Cucina
La cucina ebraica combina il cibo di molte culture in cui gli ebrei si sono stabiliti, tra cui stili di cottura mediorientali, mediterranei, spagnoli, tedeschi e dell'Europa orientale, tutti influenzati dal bisogno di essere rigorosamente casherut; pertanto cibi "ebrei" come bagel, hummus, Golubcy e bliny provengono da una varietà di altre culture. L'amalgama di questi, oltre a contributi esclusivamente ebraici come Tzimmes, cholent, gefilte fish e matzah ball, costituisce il fondamento dell'arte culinaria ebraica.